# 칠전팔기 구해라 OST Part 1
《칠전팔기 구해라 OST Part 1》는 엠넷 뮤직드라마 칠전팔기 구해라의 사운드트랙 음반이다. 타이틀곡 당신과 만난 이 날은 임기훈의 원곡으로 민효린과 진영이 편곡하여 불렀으며, B1A4의 바로가 랩피쳐링으로 곡참여를 하였다. 바로의 랩은 어색하지 않게 곡에 잘 녹아 들었다는 평. 1번 트랙의 힘내는 소녀시대의 미니앨범 수록곡 '힘내'를 리메이크해 칠전팔기 팀이 부른 곡이다.

## 트랙리스트
| #  | 제목                                       | 작사   | 작곡   | 재생 시간 |
| -- | ------------------------------------------ | ------ | ------ | --------- |
| 1. | 〈힘내〉                                   | 김정배 | Kenzie | 3:43      |
| 2. | 〈당신과 만난 이 날 (Feat. 바로 of B1A4)〉 | 김진만 | 임기훈 | 3:32      |